# Rob Groen
Rob Groen (Amsterdam, 18 februari 1938 – Bloemendaal 7 november 2018) was een Nederlandse roeier. Hij nam eenmaal deel aan de Olympische Spelen, maar won bij die gelegenheid geen medaille.
In 1964 maakte hij op 26-jarige leeftijd als roeier zijn olympisch debuut op de Olympische Zomerspelen van Tokio. Hij kwam uit op onderdeel skiff. De roeiwedstrijden werden gehouden op de roeibaan van Toda, die was aangelegd voor de geplande Olympische Spelen van 1940. In de eliminaties werd hij derde (7.48,74) en doordat hij bij de herkansing opnieuw als derde (7.50,78) eindigde plaatste hij zich niet voor de finale. Hij mocht wel deelnemen aan de kleine finale, die hij won in 7.17,50 en hiermee een zevende plaats overall behaalde.
Groen was lid van studentenroeivereniging Aegir in Groningen.

## Palmares

### roeien (skiff)
- 1963:  EK in Kopenhagen - 7.14,22
- 1964:  EK in Amsterdam - 7.08,02
- 1964: 7e OS in Tokio - 7.17,50